# Wimbledon Championships 1906
Die 30. Auflage der Wimbledon Championships fand 1906 auf dem Gelände des All England Lawn Tennis and Croquet Club an der Worple Road statt.
Der russische Großfürst Michael und seine Tochter Anastasia besuchten das Turnier.

## Herreneinzel
Laurence Doherty besiegte in der Challenge Round Frank Riseley und erzielte damit seinen fünften und letzten Titel.

## Dameneinzel
In einer Neuauflage der letztjährigen Challenge Round besiegte Dorothea Douglass die Vorjahressiegerin May Sutton.

## Herrendoppel
In der Challenge Round konnten sich in diesem Jahr Sydney Smith und Frank Riseley gegen Laurence und Reginald Doherty mit 6:8, 6:4, 5:7, 6:3 und 6:3 durchsetzen.

## Bilder

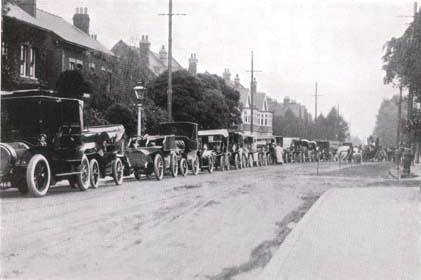
Parkende Autos bei den Wimbledon Championships 1906
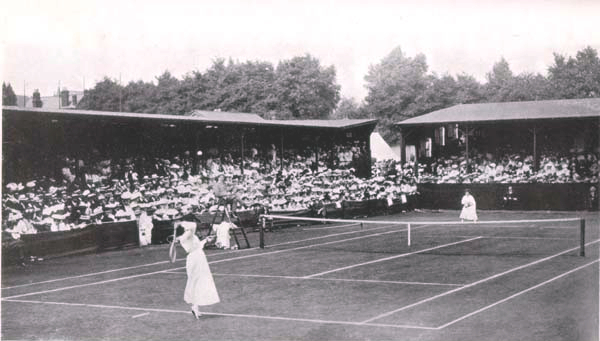
Finale der Damen, Douglass gegen Sutton
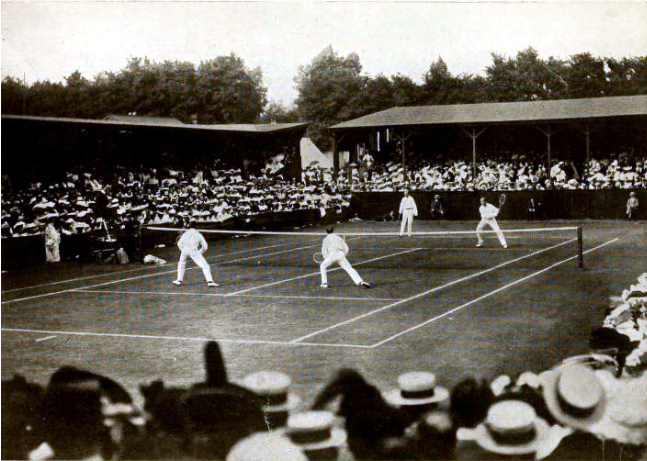
Doppelfinale der Herren, die Brüder Doherty gegen Smith und Riseley
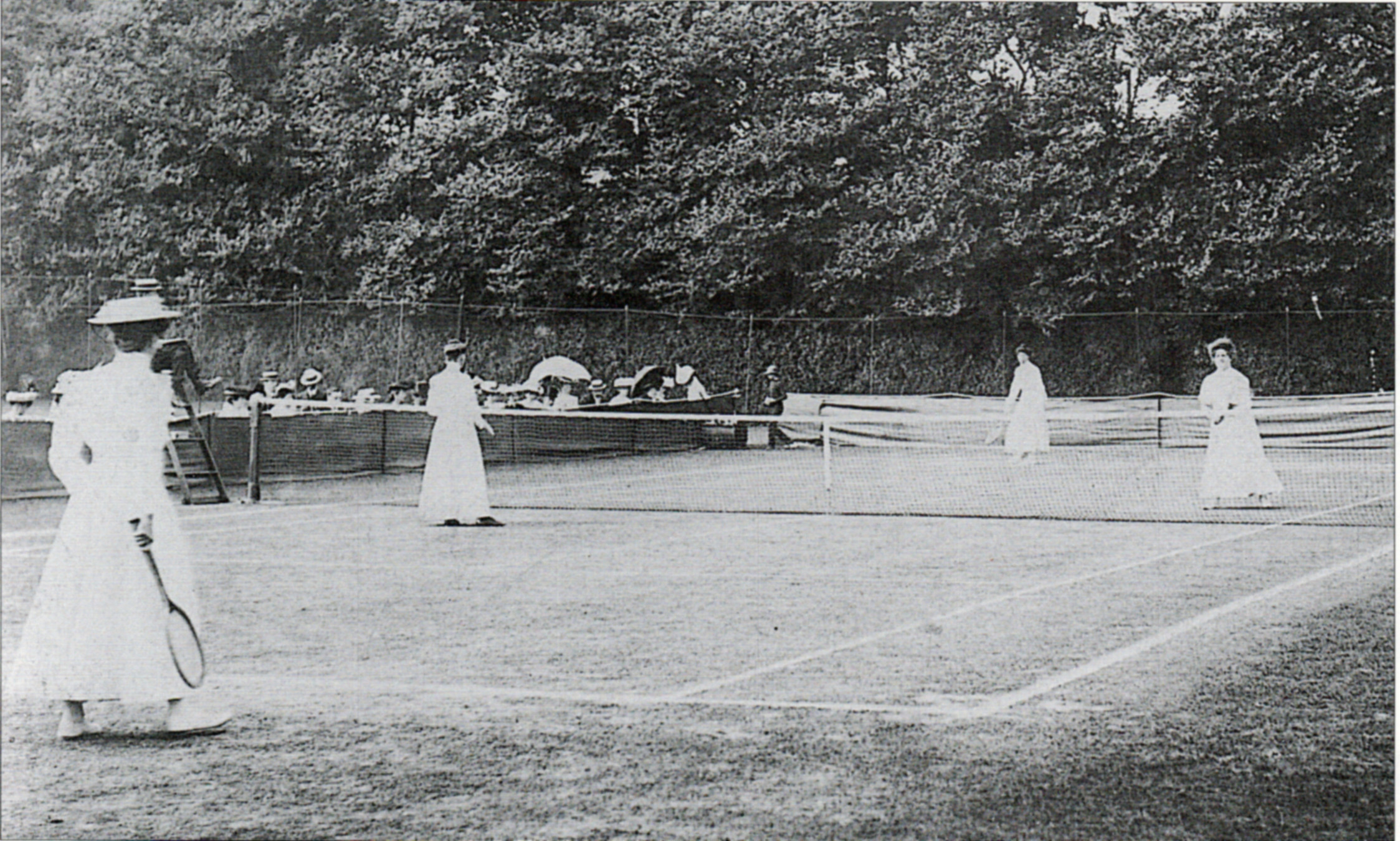
Doppelfinale der Damen (ohne Meisterschaftsstatus)
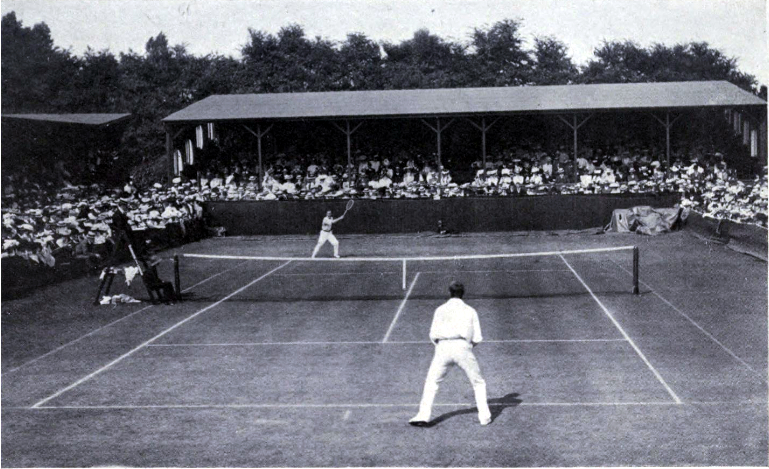
Halbfinale zwischen Arthur Gore und Anthony Wilding